# 覃怀街道
覃怀街道，是中华人民共和国河南省焦作市沁阳市下辖的一个乡镇级行政单位。

## 行政区划
覃怀街道下辖以下地区：
东关社区、庙后社区、寨村社区、灯塔街社区、周庄社区、祥云社区、峰云社区、西武庄村、小王村、牛庄村、伍王张庄村、南官庄村、甄庄村和庞门村。